# Helga Seidler
Helga Seidler (Olbernhau, 5 augustus 1949) is een atleet uit Duitsland.

Op de Olympische Zomerspelen van München in 1972 behaalt Seidler met het Oost-Duitse estafette-team een gouden medaille op de 4 × 400 meter estafette. Op het individuele nummer werd ze vierde in de finale.
In 1971 behaalde ze een gouden medaille op de Europese kampioenschappen en in 1970 op de European Cup, zowel individueel als in de estafette. Met het Oost-Duitse estafette-team werd viermaal het wereldrecord op de 4x400 meter verbroken.
- World Athletics: 14362253

1972: Käsling, Kühne, Seidler, Zehrt ·
1976: Maletzki, Rohde, Streidt, Brehmer ·
1980: Prorotsjenko, Gojsjtsjik, Zjoeskova, Nazarova ·
1984: Leatherwood, Howard, Brisco-Hooks, Cheeseborough ·
1988: Ledovskaja, Nazarova, Pinigina, Bryzgina ·
1992: Roezina, Dzjigalova, Nazarova, Bryzgina ·
1996: Stevens, Malone, Graham, Miles ·
2000: Miles Clark, Hennagan, Colander, Anderson ·
2004: Trotter, Henderson, Richards, Hennagan ·
2008: Wineberg, Felix, Henderson, Richards ·
2012: Trotter, Felix, McCorory, Richards-Ross ·
2016: Okolo, Hastings, Francis, Felix ·
2020: McLaughlin, Felix, Muhammad, Mu ·
2024: Little, McLaughlin-Levrone, Thomas, Holmes